# PROZEUS

Das Logo des Projekts

Bei PROZEUS (Prozesse und Standards) handelt es sich um ein ehemaliges E-Business-Förderprojekt des Bundesministeriums für Wirtschaft und Technologie (BMWi), welches auch über die Förderdauer hinweg von den Projektpartnern GS1 Germany GmbH und IW Consult GmbH weiterbetrieben wird.

## Ziel des Projekts
PROZEUS bietet Beratung und Information zum Thema eBusiness-Standards für kleine und mittlere Unternehmen (KMU). Anhand von mehr als 150 E-Business-Beispiellösungen aus der mittelständischen Unternehmenspraxis wird demonstriert, wie die Effektivität von Geschäftsprozessen über die gesamte Wertschöpfungskette gesteigert werden kann und welche Fehler bei der Umsetzung vermieden werden können.
Einerseits sollen die kleinen und mittleren Unternehmen ihre Wettbewerbsfähigkeit verbessern und durch die gesammelten Erfahrungen in Zukunft weitere E-Business-Projekte selbst durchführen können. Weitaus wichtiger ist jedoch der Transfer der Erfahrungen in andere Unternehmen, um diesen Sinn und Nutzen von elektronischen Geschäftsprozessen und sog. E-Business-Standards deutlich zu machen.
Diese E-Business-Standards gliedert PROZEUS in die folgenden fünf Gruppen:
- Identifikationsstandards zur eindeutigen Kennzeichnung von Firmen und Produkten (bspw. GTIN, PZN oder D-U-N-S)
- Klassifikationsstandards zur einheitlichen Beschreibung von Produkten und Dienstleistungen (bspw. eCl@ss, UNSPSC oder GLN)
- Katalogaustauschformate zur elektronischen Bereitstellung von Produktdaten (bspw. BMEcat oder Datanorm)
- Transaktionsstandards zum automatisierten Austausch von Geschäftsdokumenten (bspw. EANCOM, OpenTRANS oder ODETTE)
- Prozessstandards zur Automatisierung von komplexen Geschäftsabläufen (bspw. ECR oder SCOR)

## Transfer in andere Unternehmen
PROZEUS sammelt die Erfahrungen, die KMU im Rahmen der E-Business-Einführung machen, bereitet diese auf und stellt sie anderen Unternehmen unentgeltlich, in Form von Broschüren und detaillierten Berichten im Internet zur Verfügung. Die Berichte auf der Website können nach den Einsatzgebieten der jeweiligen eBusiness-Lösung, nach der Größe und der Branche der Unternehmen sowie nach dem Unternehmensbereich, in dem die jeweilige E-Business-Lösung eingesetzt wird gefiltert werden. So sollen sich andere Unternehmen, die sich über eine mögliche E-Business-Lösung informieren möchten, leicht mit den KMU vergleichen können. Neben den Informationen in Schriftform werden die kleinen und mittleren Unternehmen aber auch häufig zu Veranstaltungen eingeladen, um ihre jeweiligen Projekte dort „live“ vorzustellen.
Außerdem stellt PROZEUS interessierten Unternehmen detaillierte Handlungsempfehlungen rund um die Themen E-Business-Einsatz und E-Business-Standards zur Verfügung, die von ausgewählten Experten aus den Bereichen IT, Wissenschaft und Forschung erstellt werden.

## Projektdurchführende
PROZEUS wurde im Auftrag des BMWi von 2002 bis Ende 2012 gemeinsam von GS1 Germany GmbH und dem Institut der deutschen Wirtschaft Köln Consult GmbH (IW Consult), einem Tochterunternehmen des Instituts der deutschen Wirtschaft Köln durchgeführt. Seit Anfang Januar 2013 betreiben die Projektdurchführenden PROZEUS ohne staatliche Fördermittel. Im Langtitel steht PROZEUS für die „Förderung der eBusiness-Kompetenz von kleinen und mittleren Unternehmen (KMU) zur Teilnahme an globalen Beschaffungs- und Absatzmärkten durch integrierte Prozesse und Standards“. Dabei haben sich die Projektnehmer auf unterschiedliche Zielgruppen ausgerichtet: GS1 Germany konzentriert sich auf KMU der Konsumgüterwirtschaft, während IW Consult den Fokus auf Industrieunternehmen legt.